# Hampton Roads Gulls
Die Hampton Roads Gulls waren ein US-amerikanisches Eishockeyfranchise der Atlantic Coast Hockey League aus Hampton, Virginia. 

## Geschichte
Die Hampton Roads Gulls nahmen zur Saison 1982/83 als Expansionsteam den Spielbetrieb in der Atlantic Coast Hockey League auf. Die Teambesitzer benannten die Mannschaft in Anlehnung an die Hampton Gulls, die von 1974 bis 1978 in der American Hockey League und Southern Hockey League aktiv waren. In ihrer einzigen Spielzeit waren die Hampton Roads Gulls nur mäßig erfolgreich und mussten am 2. Februar 1983 vorzeitig aus finanziellen Gründen den Spielbetrieb einstellen. Dennoch gelang es der Mannschaft in der Tabelle vor den Nashville South Stars zu bleiben, die insgesamt 16 Saisonspiele mehr bestritten, aber sieben Punkte weniger erreichten. Einziger Trainer während des Bestehens der Mannschaft war der US-Amerikaner Pat Donnelly.   

## Saisonstatistik
Abkürzungen: GP = Spiele, W = Siege, L = Niederlagen, T = Unentschieden, OTL = Niederlagen nach Overtime SOL = Niederlagen nach Shootout, Pts = Punkte, GF = Erzielte Tore, GA = Gegentore, PIM = Strafminuten
| Saison  | GP | W  | L  | T | OTL | SOL | Pts | GF  | GA  | Platz    | Playoffs |
| 1982–83 | 42 | 16 | 24 | 2 | —   | —   | 35  | 170 | 213 | 5., ACHL |          |

## Team-Rekorde

### Karriererekorde
Spiele: 39  Mike Breen,  Jerry Ingram
Tore: 25  Mark Fidler
Assists: 41  Mark Fidler
Punkte: 66  Mark Fidler
Strafminuten: 186  John Murphy

## Bekannte Spieler
- Oren Koules (bekannter Filmproduzent, u. a. der Saw-Filmreihe)
- John Tortorella (wurde später u. a. Trainer in der NHL)